# 함달파왕
함달파왕(含達婆王, 생몰년 미상)은 용성국(龍城國)의 왕(王)이자 탈해왕(脫解王)의 아버지다.

## 개략
- 다파나국(多婆那國)의 왕이며, 용성국(龍城國)의 함달파왕(含達婆王), 혹은 완하국(琓夏國)의 함달왕(含達王) 등이라는 여러 가지 설이 있다. 《삼국유사》의 〈석탈해설화〉에 의하면 신라 해변가에 표착한 상자 속에서 나온 석탈해가 스스로 말하기를, "나의 아버지 함달파가 적녀국(積女國)의 왕녀를 맞아 왕비로 삼아 오랫동안 기도하여 나를 낳았다."고 하였다. 그리고 함달파는 왜(倭)의 동북쪽 1,000리에 있는 용성국의 왕이라고 하였다.[1]

## 가족 관계
- 부인 : 직녀국 공주(本質國 公主)
  - 아들 : 탈해왕(脫解王)
  - 며느리 : 아효부인(阿孝夫人)

## 참고 문헌
- 三國史記
- 三國遺事